# Rudolf Abich
Rudolf Pietrowicz Abich, ros. Рудольф Петрович Абих (1901–1940) – radziecki działacz państwowy narodowości niemieckiej, orientalista.

## Życiorys
Był członkiem Rosyjskiej Partii Komunistycznej (bolszewików) od 1918. W 1919 rozpoczął służbę w korpusie politycznym Robotniczo-Chłopskiej Armii Czerwonej (RKKA). Był absolwentem fakultetu wschodniego Akademii Wojskowej RKKA (1924). Od 1924 kierował pododdziałem informacji LKSZ ZSRR. Od 1926 zajmował odpowiedzialne stanowiska w Zarządzie Wywiadowczym Sztabu RKKA, był przedstawicielem TASS w Teheranie. Od 1928 współpracował z Wszechzwiązkowym Naukowym Związkiem Orientalistyki, od 1930  wykładał na MIW. Pracował nad historią ruchu rewolucyjnego w Iranie.
Od 1924 był wielokrotnie usuwany z partii za związki z opozycją trockistowską, od 1934 przebywał na zesłaniu. 5 lutego 1936 został aresztowany, 1 października 1940 skazany na śmierć przez Wojskowe Kolegium Sądu Najwyższego ZSRR pod zarzutem udziału w kontrrewolucyjnej organizacji terrorystycznej i szpiegostwo i tego samego dnia rozstrzelany . Jego prochy złożono na Cmentarzu Dońskim.